# Ибе, Стэнли
Стэнли Ибе (англ. Stanley Ibe; 19 июля 1984, Нигерия) — нигерийский футболист, нападающий.

## Карьера
Стэнли начинал заниматься футболом в Нигерии, в академии Тарибо Уэста. В 2003 году Ибе переехал в Европу, в македонский клуб «Брегалница Делчево». В июле 2004 Стэнли подписал контракт с другим македонским клубом, «Слога Югомагнат».
В 2005 нигериец был приобретен пражским «Богемиансом». Летом 2006 Стэнди был на просмотре в словенском «Домжале», но переход не состоялся. В первой половине сезона 2010/11 Ибе находился в аренде в клубе «Пршибрам».
В июле 2012 Стэнли присоединился к латвийскому клубу «Даугава» из города Даугавпилс, с которым стал чемпионом Латвии 2012.

## Достижения
- Чемпион Латвии (1): 2012.
- Обладатель Зимнего кубка Высшей лиги (1): 2013